# Nuottasaari (ö i Kymmenedalen, Kotka-Fredrikshamn, lat 60,67, long 26,77)
Nuottasaari är en ö i Finland. Den ligger i Kymmene älv och i kommunen Kotka i den ekonomiska regionen  Kotka-Fredrikshamn  och landskapet Kymmenedalen, i den södra delen av landet, 110 km nordost om huvudstaden Helsingfors. Öns area är 0,8 hektar och dess största längd är 150 meter i nord-sydlig riktning.